# Гайбу, Сергей
Сергей Гайбу (рум. Sergiu Gaibu; род. 13 мая 1976, Кишинёв) — молдавский политический деятель. Министр экономики Республики Молдова (2021—2022).

## Биография
Родился 13 мая 1976 года. Окончил Академию экономического образования Молдавии по специальности «международные экономические отношения» (1998). Работал в ряде молдавских банков и компаний, среди которых Moldova Agroindbank (1996—1999), Агентство по реструктуризации и помощи предприятий (1999—2000), Mobiasbanca (2000—2004, 2007—2009), Banca Comercială Română Chișinău (2009—2014). Кроме того, с 2008 по 2014 год являлся экспертом по экономике в компании IDIS «Viitorul».
С 2004 по 2007 год сотрудничал с USAID над инициативой по борьбе с торговлей людьми в Молдавии. С февраля по апрель 2015 год являлся консультантом премьер-министра Молдавии Кирилла Габурича по вопросам экономического развития, а с февраля по ноябрь 2016 год — консультант сектора информационно-коммуникационных технологий в UIPAC (проект Всемирного банка). В течение пяти лет (2016—2021) работал в аналитическом центре Expert-Grup.
25 января 2021 года указом президента Майи Санду Сергей Гайбу включён в Высший совет безопасности Республики Молдова.
6 августа 2021 года назначен министром экономики Молдавии в правительстве Натальи Гаврилицы. 16 ноября 2022 года подал в отставку на фоне протестов в стране.